# Olimpiadi degli scacchi femminili del 1974
Le Olimpiadi degli scacchi femminili del 1974 furono la sesta edizione femminile delle Olimpiadi degli scacchi. Si svolsero a Medellín, in Colombia, dal 15 settembre al 7 ottobre. Al contrario di quella precedente, le Olimpiadi femminili furono distinte da quelle open , la cui ventunesima edizione si svolse in Nizza, in Francia, dal 6 al 30 giugno.

## Torneo
Parteciparono 26 squadre nazionali di tre giocatrici (due titolari ed una riserva), per un totale di 81 partecipanti. Il torneo si svolse, come quello open, in due fasi: nella prima le squadre vennero divise in cinque gironi, e nella seconda in tre diverse finali.

### Prima fase
Nella tabella seguente sono elencati i gruppi in cui vennero divise le squadre. In grassetto sono evidenziate le qualificate alla finale A, in corsivo quelle qualificate alla finale B.
| Gruppo 1         | Gruppo 2    | Gruppo 3    | Gruppo 4   | Gruppo 5       |
| ---------------- | ----------- | ----------- | ---------- | -------------- |
| Austria          | Giappone    | Brasile     | Bulgaria   | Cecoslovacchia |
| Canada           | Paesi Bassi | Inghilterra | Finlandia  | Germania Ovest |
| Colombia         | Panama      | Israele     | Jugoslavia | Iraq           |
| Porto Rico       | Romania     | Monaco      | Messico    | Irlanda        |
| Unione Sovietica | Stati Uniti | Ungheria    | Spagna     | Svezia         |

### Seconda fase
Per la prima volta nella storia delle Olimpiadi, la medaglia d'oro fu decisa da uno spareggio: questo venne disputato con una doppia partita tra le due prime scacchiere e una partita tra le seconde scacchiere e tra le riserve: l'Unione Sovietica vinse per 3-1 contro la Romania, che ottenne l'argento.

### Risultati assoluti
| Pos.     | Squadra          | Scacchiere                 | Scacchiere                        | Scacchiere                  | Punti    |
| Pos.     | Squadra          | Prima                      | Seconda                           | Terza (riserva)             | Punti    |
| Finale A | Finale A         | Finale A                   | Finale A                          | Finale A                    | Finale A |
| -------- | ---------------- | -------------------------- | --------------------------------- | --------------------------- | -------- |
|          | Unione Sovietica | MI Nona Gaprindashvili     | MIF Nana Alexandria               | Irina Levitina.             | 13,5     |
|          | Romania          | MIF Elisabeta Polihroniade | MIF Gertrude Baumstark            | Margareta Toedorescu        | 13,5     |
|          | Bulgaria         | Tatiana Lemachko           | Antonina Geogrieva                | MIF Venka Asenova           | 13       |
| 4        | Ungheria         | MIF Mária Ivánka           | Zsuzsa Veröci                     | Mária Porubszky-Angyalosine | 13       |
| 5        | Paesi Bassi      | Corry Vreeken              | Ada Van der Giessen               | Erika Belle                 | 9,5      |
| 6        | Cecoslovacchia   | MIF Květa Eretová          | MIF Štěpánka Vokřálová            | Margita Polanová            | 9        |
| 7        | Jugoslavia       | Milunka Lazarević          | MIF Katarina Jovanović-Blagojevic | Vlasta Kalchbrenner         | 7,5      |
| 8        | Inghilterra      | Anne Sunnucks              | MIF Elaine Pritchard              | Sheila Jackson              | 4        |
| 9        | Germania Ovest   | Anni Laakmann              | MIF Ursula Wasnetzky              |                             | 4        |
| 10       | Canada           | Smilja Vjosevic            | Claire Demers                     | Marie Bernard               | 3        |
| Finale B |                  |                            |                                   |                             |          |
| 11       | Spagna           | Pepita Ferrer Lucas        | María del Pino García Padrón      | Nieves García Vicente       | 13,5     |
| 12       | Israele          | Olga Podrazhanskaya        | Lea Nudelman                      |                             | 13,5     |
| 13       | Brasile          | Ruth Cardoso               | Ivone Moysés                      | Norma Snitkowsy             | 11       |
| Finale C |                  |                            |                                   |                             |          |
| 21       | Messico          | Aida Camps de Ocampo       | Gloria Vega                       | Catalina Batres             | 7,5      |
| 22       | Porto Rico       | Ruth Rodríguez             | Sara Castellón de Santana         | Dyalma Flóres               | 7        |
| 23       | Iraq             | Z. A. Al-Hariry            | Shemin Al-Soud                    | Suad Said Al-Sarraj         | 5        |

### Risultati individuali
Furono assegnate medaglie alle giocatrici di ogni scacchiera con le tre migliori percentuali di punti per partita.
|                            | Giocatrice                   | Punti            | Partite          | %                |
| Prima scacchiera           | Prima scacchiera             | Prima scacchiera | Prima scacchiera | Prima scacchiera |
| -------------------------- | ---------------------------- | ---------------- | ---------------- | ---------------- |
|                            | MI Nona Gaprindashvili       | 10               | 12               | 83,3             |
|                            | MIF Mária Ivánka             | 10               | 12               | 83,3             |
|                            | Tatiana Lemachko             | 9                | 11               | 81,8             |
| Seconda scacchiera         |                              |                  |                  |                  |
|                            | MIF Nana Alexandria          | 6,5              | 8                | 81,3             |
|                            | Jolanta Dahlin               | 6,5              | 8                | 81,3             |
|                            | María del Pino García Padrón | 7                | 9                | 77,8             |
|                            | Ivone Moysés                 | 7                | 9                | 77,8             |
| Terza scacchiera (riserva) |                              |                  |                  |                  |
|                            | Suad Said Al-Sarraj          | 3                | 3                | 100,0            |
|                            | Irina Levitina               | 8                | 10               | 80,0             |
|                            | Margareta Teodorescu         | 2                | 3                | 66,7             |

#### Medaglie individuali per nazione
| Nazione          |   |   |   | Totali |
| ---------------- | - | - | - | ------ |
| Unione Sovietica | 2 | 1 | 0 | 3      |
| Ungheria         | 1 | 0 | 0 | 1      |
| Svezia           | 1 | 0 | 0 | 1      |
| Iraq             | 1 | 0 | 0 | 1      |
| Bulgaria         | 0 | 0 | 1 | 1      |
| Spagna           | 0 | 0 | 1 | 1      |
| Brasile          | 0 | 0 | 1 | 1      |
| Romania          | 0 | 0 | 1 | 1      |